# Надгробие Луция Элия Урбика

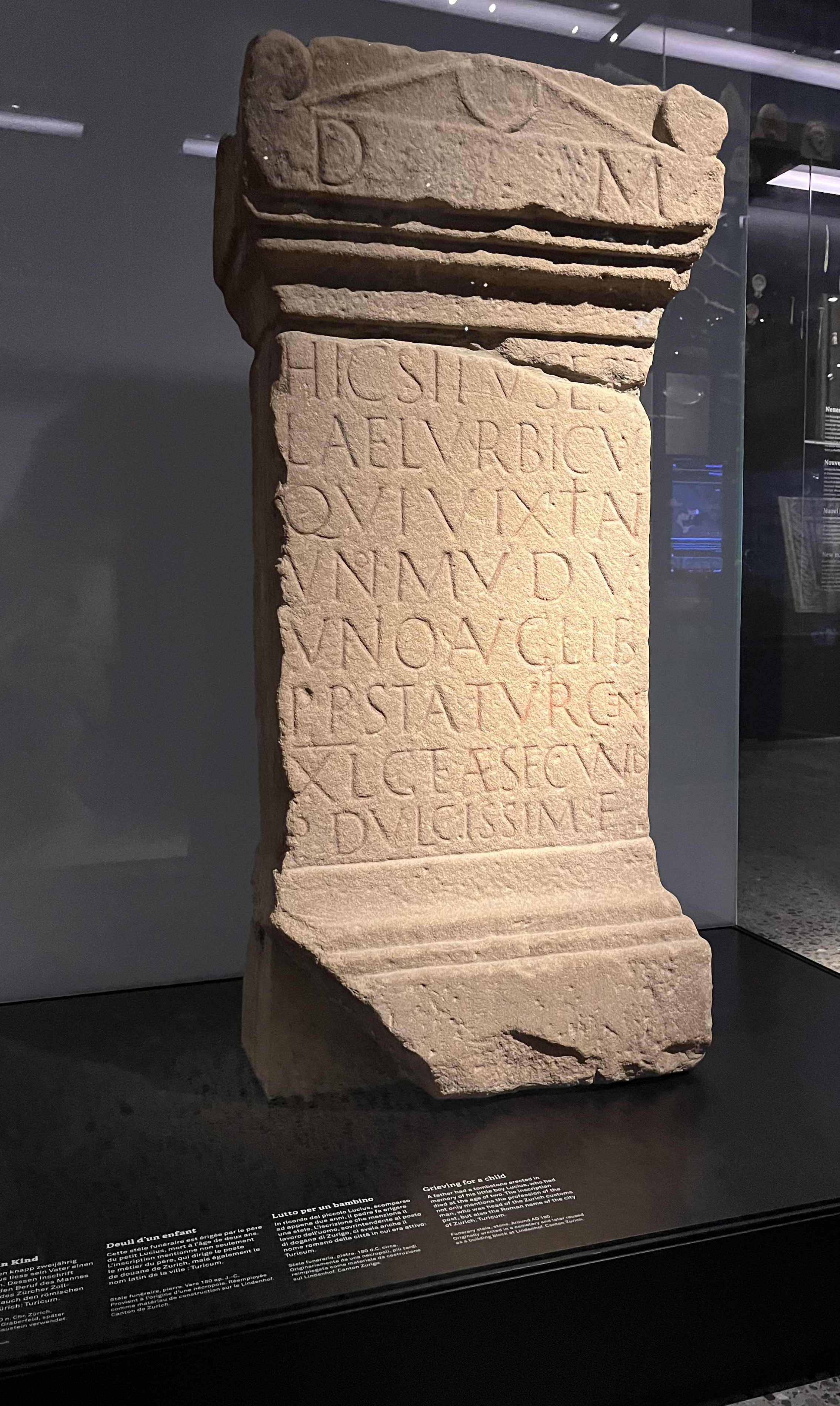
Оригинал надгробия в Швейцарском национальном музее

Надгробие Луция Элия Урбика — древнеримское надгробие конца II или начала III века, принадлежащее полуторагодовалому мальчику. Содержит самое ранее упоминание Турикума (современный Цюрих).

## Описание надгробия и надписи
Высота надгробия составляет 130 сантиметров, ширина — 62 сантиметра, толщина — 37 сантиметров:108. Надгробие сделано из известняка, разбито на две части, несколько углов отколоты.
Латинская надпись из 9 строк, содержащая множество сокращений, читается следующим образом:108:
| 1. D(IS) M(ANIBUS) 2. HIC SITUS EST 3. L(UCIUS) AEL(IUS) URBICUS 4. QUI VIXIT AN(NO) 5. UNO M(ENSIBUS) V D(IEBUS) V. 6. UNIO AUG(USTI) LIB(ERTUS) 7. P(RAE)P(OSITUS) STA(TIONIS) TURICEN(SIS) 8. XL [QUADRAGESIMAE] G(ALLIARUM) ET AE(LIA) SECUNDIN(A) 9. P(ARENTES) DULCISSIM(O) F(ILIO) | Теням умерших. Здесь похоронен Луций Элий Урбик, который прожил один год, пять месяцев и пять дней. Унион, вольноотпущенник императора, начальник Турикенского поста галльского таможенного округа, и Элия Секундина, родители своему любимому сыну. |

Буквы имеют высоту от 5 до 8 сантиметров, сохранились полностью:108.

## История

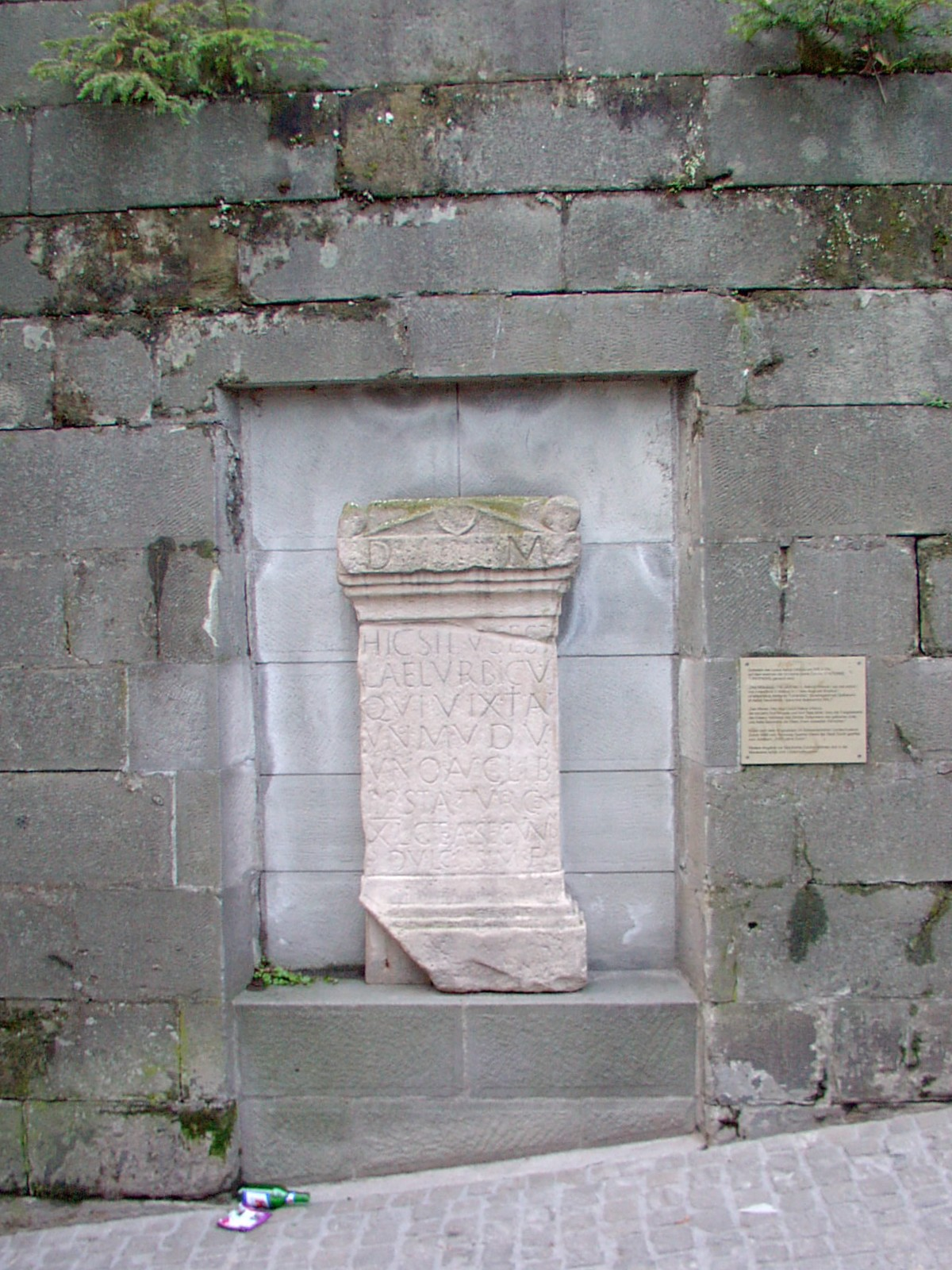
Копия в Линденхофе

Надгробный камень был найден в Линденхофе в 1747 году в присутствии антиквара Иоганна Каспара Хагенбуха во время выравнивания уровня земли. Точное место обнаружения находки неизвестно.
Первоначальное местонахождение надгробия также не определено, но, вероятно, оно находилось не в Линденхофе. Туда оно было доставлено в качестве строительного материала (сполии), когда в позднеантичные времена местный замок был расширен. Вполне вероятно, что раньше он находился на кладбище к югу от холма Святого Петра:60. Несмотря на повторное использование камня, текст на нём сохранился:108.
На основании родового имени погребённого (Элий) можно предположить, что он был освобождён из рабства одним из императоров династии Антонинов, принадлежавших к роду Элиев (117—192). Таким образом, надгробие может быть датировано примерно 200 годом нашей эры.
В 1937 году в Линденхофе было найдено другое надгробие, посвящённое Флавии Сакрилле, матери замужней дочери:108 f.
Сегодня надгробие является частью постоянной экспозиции «Археология Швейцарии» Национального музея. Ранее оно выставлялся в городской библиотеке в Вассеркирхе.
В 1986 году, к 2000-летнему юбилею Цюриха, Quartierverein Rennweg изготовила копию надгробия, которая была установлена в проходе от Пфальцгассе к Линденхофу.

## Толкование
Краткая надпись, помимо указания на время создания, содержит основу для двух других заключений. Во-первых, это самое раннее известное упоминание названия Цюриха в форме Турикум (лат. Turicum). Ранее было неясно, являлось ли латинским названием города Турикум или Тигуринум (лат. Tigurinum):15.
Во-вторых, из надписи следует, что Турикум в то время был римской таможней, где взимались пошлины в размере 2,5% с товаров, ввозимых в галльские провинции или вывозимых из них:11, Sp. 2. Цюрих находился на границе с провинцией Реция с центром за Боденским озером. Но трансальпийская торговля с Цизальпинской Галлией, вероятно, также имела важное значение.